# Арраго Роман Семенович
Роман Семенович Арраго (справжнє прізвище Левітін; 18 вересня 1883, Конотоп — 29 листопада 1949, Ленінград) — артист оригінального жанру, один з найбільших обчислювачів у Російській імперії та СРСР. За освітою математик, біолог, інженер-механік.

## Біографія
Роман Семенович народився в 1883 році у місті Конотоп, в небагатій родині. У 17 років він поступив на роботу в контору гуртового торгівця мануфактурою, де в його обов'язки входила перевірка рахунків-фактур. За рік наполегливої праці Арраго зібрав достатньо коштів, щоб спробувати здійснити свою мрію — вступити на математичний факультет Сорбоннського університету.
Роман Семенович володів багатьма іноземними мовами, включаючи німецьку, польська, французька, англійська, іспанська, італійська, португальська та голландська. Як обчислювач-менталіст вперше виступив 23 листопада 1908 року в брюссельському театрі «Скала» (Бельгія). В 1908—1912 рр. гастролював по Європі, Південній Америці та Австралії. Виконував складні обчислення і номери мнемоніки, в тому числі обчислював усно всі види арифметичних дій з багатозначними числами, рішав завдання щодо зведення в ступінь і вилучення кореня з десятизначних чисел, відповідав на запитання глядачів про точні дати народження знаменитих людей та про дати різних історичних подій.
У 1912 році остаточно повернувся в Росію. Більшу частину життя працював у СРСР. У роки німецько-радянської війни багато виступав на заводах, у військових частинах, госпіталях, а після війни — у театрах і цирках. У 1949 році заповів свій мозок Інституту з вивчення мозку ім. академіка В. М. Бехтерева.